# 6758 Jesseowens
A 6758 Jesseowens (ideiglenes jelöléssel 1980 GL) a Naprendszer kisbolygóövében található aszteroida. Antonín Mrkos fedezte fel 1980. április 13-án.
Nevét Jesse Owens (1913–1980) négyszeres olimpiai bajnok amerikai atléta után kapta.